# Patti Drew
Patti Drew (Charleston, 29 de dezembro de 1944 – 16 de junho de 2025) foi uma cantora pop norte-americana que alcançou sucesso breve no final da década de 1960.

## Vida e Carreira
Drew cresceu em Nashville, Tennessee, e Evanston, Illinois, onde cantava na igreja com suas irmãs, Lorraine e Erma. A mãe de Drew trabalhava para um promotor da Capitol Records, que ouviu Drew e suas irmãs cantarem em um culto e contratou o grupo como The Drew-Vels. Elas gravaram primeiramente "Tell Him", escrita por Carlton Black, e a gravação contava com Black cantando o baixo. O single se tornou um sucesso local de pop e R&B em 1964 e chegou às posições mais baixas da parada pop da Billboard no mesmo ano. Dois singles seguintes, também em 1964, tiveram bom desempenho em Chicago, "It's My Time" e "I've Known". Em 1965, o grupo se desfez.
Ela assinou como artista solo com a Quill Records em 1965 e, logo depois, mudou-se para a Capitol, lançando uma nova gravação de "Tell Him". Este foi o primeiro de três singles que entraram nas paradas pela Capitol. Ela lançou quatro álbuns antes de deixar a indústria em 1971, embora tenha gravado um single avulso em 1975 e cantado localmente em Evanston no grupo Front Line nos anos 1980.
Patti Drew faleceu em 16 de junho de 2025, aos 80 anos.